# المرق

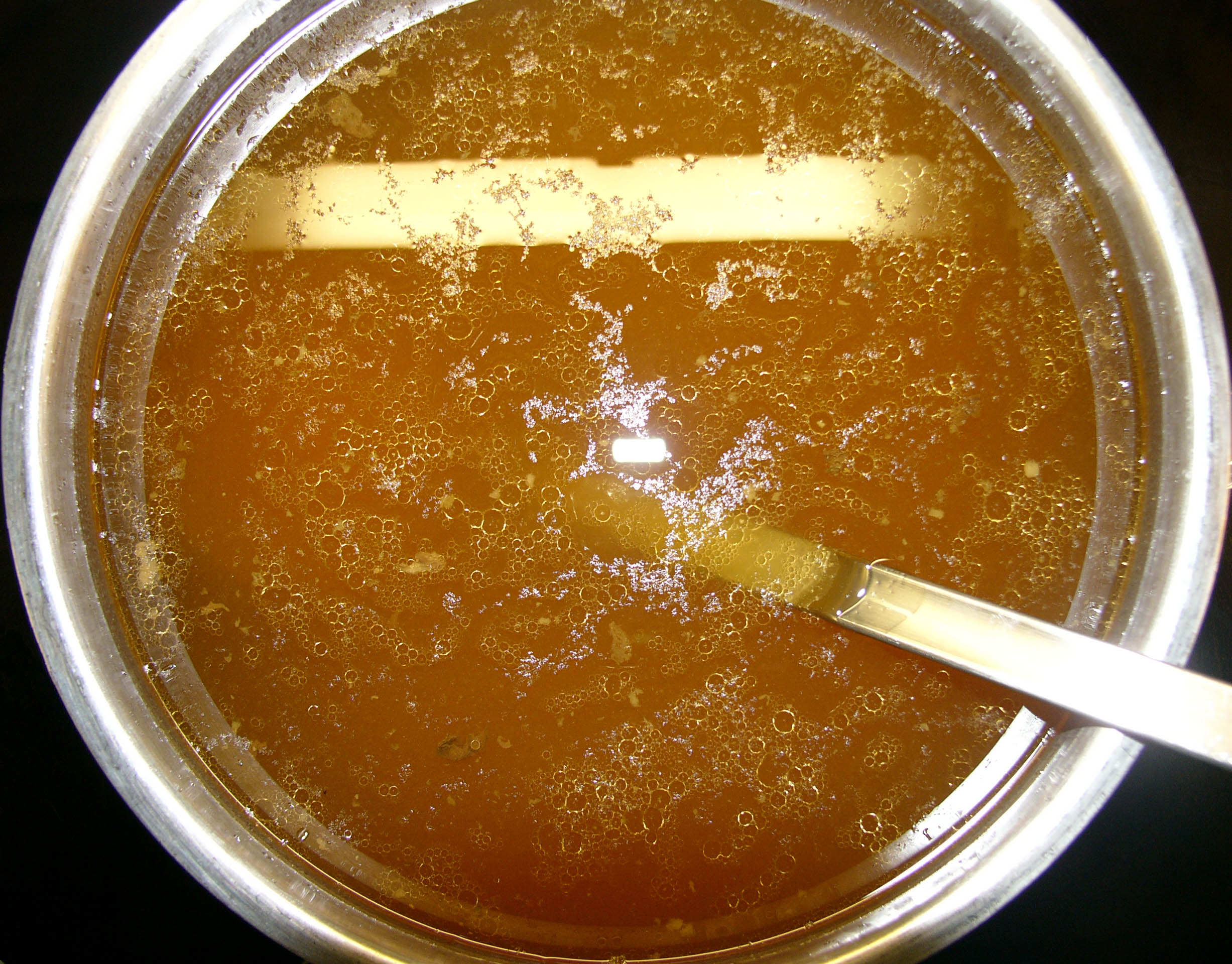
مرق محضر من اللحوم والخضروات

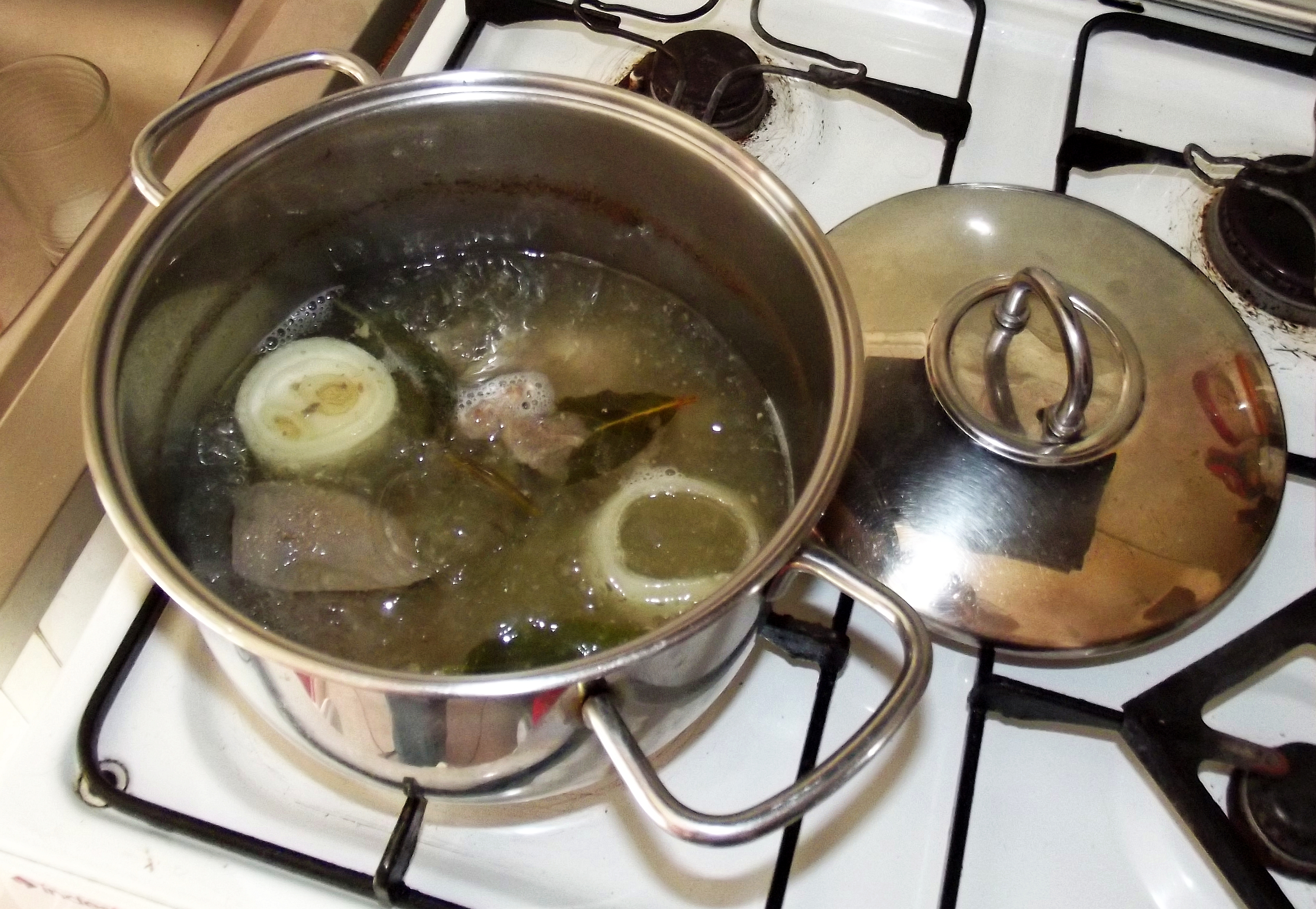
طهي مرق اللحم البقري

المرق أو الشوربة بويون (بالإنجليزية: bouillon)‏ أو (بالإنجليزية: Broth)‏ الماء المالح الذي تُغلى فيه اللحوم أو الأسماك أو الخضار لفترة قصيرة من الزمن. يمكن تناوله بمفرده، ولكن يُستخدم أكثر لتحضير أطباق أخرى، مثل الحساء، والجريفي والصلصات.
تتوفر المرقة السائلة المحضرة تجارياً، وعادةً ما تكون أنواع الدجاج ولحم البقر والأسماك والخضروات. صُنع المرق المجفف على شكل مكعبات مرق بداية في أوائل القرن العشرين.